# Ij (riu)
L'Ij - Иж (rus) - és un riu de Rússia, un afluent per la dreta del riu Kama. Passa per les repúbliques d'Udmúrtia i del Tatarstan. L'Ij té una llargària de 259 km i una conca de 8.510 km². Neix al Mali Oixortsi, a Udmúrtia, i desemboca al riu Kama a l'embassament de Nijnekamsk, ja en territori del Tatarstan Els principals afluents del riu són els rius Agryzka, Chazh, Kyrykmas, Varzinka, Varzi i Azevka.
La mineralització 300 a 500 mg/L. El seu drenatge està regulat. L'embassament d'Izhevsk es va construir l'any 1760 per subministrar aigua a la indústria d'Izhevsk. Des de 1978 està protegit com a monument natural del Tatarstan. Hi ha fonts minerals notables a la Vall d'Ihlara.
Té un règim nival i roman glaçat des de mitjans de novembre a mitjans d'abril.